# Rhypotoses phloeochroa
Rhypotoses phloeochroa är en fjärilsart som beskrevs av Collenette 1932. Rhypotoses phloeochroa ingår i släktet Rhypotoses och familjen tofsspinnare. Inga underarter finns listade.